# 166. strelska divizija (ZSSR)
166. strelska divizija (izvirno rusko 166. стрелковая дивизия; kratica 166. SD) je bila strelska divizija Rdeče armade v času druge svetovne vojne.

## Zgodovina
Divizija je bila ustanovljena leta 1941 v Tomsku in bila uničena oktobra istega leta v Vjazmi. Ponovno je bila ustanovljena januarja 1942 v Čerbakulu.